# Ерже
 Тази статия е за Жорж Реми.  За термина от шаха вижте Реми.  
Жорж Проспер Реми, представящ се с псевдонима Ерже (на френски: Hergé), е белгийски автор на комикси.
Известен е най-много със своята поредица „Приключенията на Тентен“ („Les Aventures de Tintin“, 1929 – 1976).
Роден е на 22 май 1907 година в Етербек, предградие на Брюксел. През 1920-те години започва да публикува илюстрации за бойскаутски списания, а от 1927 година работи за вестник „Вентием сиекл“, където започва да публикува поредицата за Тентен.
Макар че Ерже е автор и на други комикси, той до края на живота си работи по поредицата „Приключенията на Тентен“, която му донася международна известност, превръщайки го в най-превеждания белгийски автор след Жорж Сименон. „Синият лотос“ („Le Lotus bleu“, 1936), петата книга от поредицата, е поставена на 18-о място в класацията 100-те книги на 20 век според Монд.
Ерже умира на 3 март 1983 година в Синт Ламбрехтс - Волюве.